# ヌーノ・カプーショ
ヌーノ・カプーショ（Nuno Capucho、1972年2月21日 - ）は、ポルトガル出身の元同国代表サッカー選手。ポジションはMF。
スポルティングCP、FCポルトなどで活躍後、国外へ移籍した。代表では34試合に出場した。
登録名の「ヌーノ・カプーショ」は愛称であり、本名はヌーノ・フェルナンド・ゴンサルヴェス・ダ・ローシャ（Nuno Fernando Gonçalves da Rocha）である。

## 経歴
1996年にポルトガル代表デビュー。UEFA EURO 2000ではベスト4となった。また、2002 FIFAワールドカップにも出場した。ポルトガル代表で34試合に出場、2得点をあげた。

## 所属クラブ
- 1990-1992  ジル・ヴィセンテ
- 1992-1995  スポルティングCP
- 1995-1997  ヴィトーリア・ギマランイス
- 1997-2003  FCポルト
- 2003-2004  レンジャーズFC
- 2004-2005  セルタ・デ・ビーゴ

## 代表歴

### 出場大会
- ポルトガル代表
  - 2002 FIFAワールドカップ

### 試合数
- 国際Aマッチ 34試合 2得点（1996年-2002年）[1]

| ポルトガル代表 | 国際Aマッチ | 国際Aマッチ |
| 年             | 出場        | 得点        |
| -------------- | ----------- | ----------- |
| 1996           | 3           | 0           |
| 1997           | 2           | 0           |
| 1998           | 2           | 0           |
| 1999           | 5           | 1           |
| 2000           | 6           | 1           |
| 2001           | 9           | 0           |
| 2002           | 7           | 0           |
| 通算           | 34          | 2           |